# Aigre
Aigre község Franciaország Új-Aquitania régiójában, Charente megyében. 
Lakosainak száma 1600 fő (2022. január 1.). Aigre Ébréon, Saint-Fraigne, Oradour, Mons, Marcillac-Lanville, Fouqueure és Tusson községekkel határos.
Új községként 2019. január 1-jén jött létre a korábbi Aigre és Villejésus egyesítésével.

## Népesség
A település népessége az elmúlt években az alábbi módon változott:
| Lakosok száma | 1591 | 1585 | 1579 | 1595 | 1597 | 1600 |
|               | 2017 | 2018 | 2019 | 2020 | 2021 | 2022 |